# Börskrasch
Börskrasch är en beteckning på den situation som uppstår på en aktiebörs då aktiernas värde rasar mycket kraftigt. I denna situation försöker många sälja och få vill köpa, vilket ytterligare bidrar till sjunkande kurser. Börskrascher kan leda till finanskriser om inte åtgärder sätts in.
Namnet börskrasch anges ha börjat användas i samband med den stora kraschen på börsen i Wien 1873.
Krascher uppstår på grund av att de som investerar ofta följer flockmentalitet, det vill säga de gör som de andra gör.
Bland stora historiska börskrascher kan nämnas:
- Amsterdams bankkris 1763.[4]
- Börskraschen i Wien 1873.[5]
- Wall Street-kraschen 24 oktober 1929, nedgång cirka 40 procent på en månad.[6]
- Svarta måndagen 19 oktober 1987, DJIA minskade 22 procent på en dag.[7]
- IT-kraschen mars 2000 – oktober 2002, nedgång cirka 73 procent på två år. OMXS30 var över 1530 den 6 mars 2000 och nere vid 420 den 8 oktober 2002.[8]
- Finanskrisen 2008 juni 2007–2008, nedgång cirka 50 procent på 1,5 år: OMXS30 var över 1310 den 16 juli 2007 och nere under 590 den 29 november 2008[8] varav −20 procent på fem dagar, 6–10 oktober 2008.[9]